# Chlorophorus elaeagni
Chlorophorus elaeagni là một loài bọ cánh cứng trong họ Cerambycidae.